# Utricularia wightiana
Utricularia wightiana — вид рослин із родини пухирникових (Lentibulariaceae).

## Середовище проживання
Це ендемічний вид, обмежений пагорбами Нілгірі та Кодайканал у Таміл Наду та пагорбами Аттападі в Керали.
Обмежений болотистими районами високогірних пасовищ; на висотах від 1600 до 2200 метрів.